# Gender centrum
Gender centrum je neformální studentský a absolventský spolek na FSS MU v Brně.
Cílem Gender centra je vytvářet neformální síť spojující zájemce a zájemkyně o genderovou problematiku z řad studujících, a zároveň prostřednictvím vzdělávacích a informačních akcí zpřístupňovat genderová témata univerzitní i širší veřejnosti ke zvýšení obecné informovanosti v oblasti rovných práv žen a mužů a práv a postavení sexuálních minorit.

## Historie GC
Gender centrum vzniklo jako studentská aktivita v roce 2000 na půdě Fakulty sociálních studií Masarykovy univerzity v Brně za finanční podpory nadace Open Society Fund Praha (grant v letech 2000–2002). Jeho cílem bylo sledovat gender problematiku a aktivity nejen v prostředí univerzity a poskytovat o nich informace veřejnosti.

### Realizované projekty
Gender centrum se podílelo na výzkumu rovných příležitostí ve firmách působících v Čechách a na Moravě, mezi jehož výstupy patří dvě popisné a informační brožury – Rovné příležitosti v českých a moravských podnicích (2001) a Rovné příležitosti žen a mužů (2002). Pro brněnskou veřejnost i studující Masarykovy univerzity centrum organizovalo řadu let přednáškově-diskusní cyklus Gender kulatý stůl a sérii promítání dokumentárních i hraných filmů spojených s diskusí nad genderovými aspekty zhlédnutých děl. Pro vyučující základních a středních škol a pro novináře a novinářky zrealizovalo vzdělávací cyklus Společnost žen a mužů z aspektu gender (grantová podpora OSF 1999 – 2002). V roce 2003–2004 navázal projekt Gender management.
Činnost osob aktivních v Gender centru vyústila ve spolupráci s katedrou sociologie FSS MU v Brně v akreditaci bakalářského studijního oboru genderových studií. S dalšími neziskovými organizacemi (Medúza, STUD Brno, aj.) se GC FSS podílelo na založení Genderového informační centrum NORA v Brně. Jedním z úspěšně realizovaných projektů je také Dětský koutek, který by měl vytvořit přátelštější atmosféru pro rodiče studující a zaměstnané a přispět tak k naplňování politiky rovných příležitostí přímo na Fakultě sociálních studií MU.

## Současné aktivity GC
Gender centrum pořádá nepravidelné přednášky, filmová promítání a diskuze nad genderovými tématy. Pro nově nastupující studující oboru nabízí mentoring a pořádá společenské akce (např. tradiční seznamovací akci Beánie a předvánoční setkání oboru). Podílí se na aktivitách dalších organizací, které se věnují tématům genderové rovnosti (např. Nezávislé sociálně ekologické hnutí) – jednou ze společných aktivit jsou akce k Mezinárodnímu dni žen). Spolupracovalo také s koalicí organizací Queer Parade Brno na LGBT festivalu v roce 2009 a 2010.

### Hlavní akce
- Queer univerzitní den[18]
- Filmová promítání dokumentu a filmů
- Nepravidelné debaty nad genderovými tématy se zajímavými lidmi z akademické obce
- Diskuzní setkávání studujících
- Neformální akce pro nové a stávající studující oboru a přátele